# Sent
Sent é uma comuna da Suíça, no Cantão Grisões, com cerca de 870 habitantes. Estende-se por uma área de 111,74 km², de densidade populacional de 8 hab/km². Confina com as seguintes comunas: Curon Venosta (IT - BZ), Ftan, Ischgl (AT-7), Malles Venosta (IT-BZ), Ramosch, Scuol.
A língua oficial nesta comuna é o Romanche.

## História
Sent foi mencionada pela primeira vez no ano de 930, quando o rei Henrique I da Germânia enviou a Ramosch o padre Hartpert à igreja de Vico Sindes. Não é claro se esta chamava-se Igreja de São Padro ou São Lourenço. Até o final do século XIX, tinha a população maior que qualquer outra vila na Engadina.

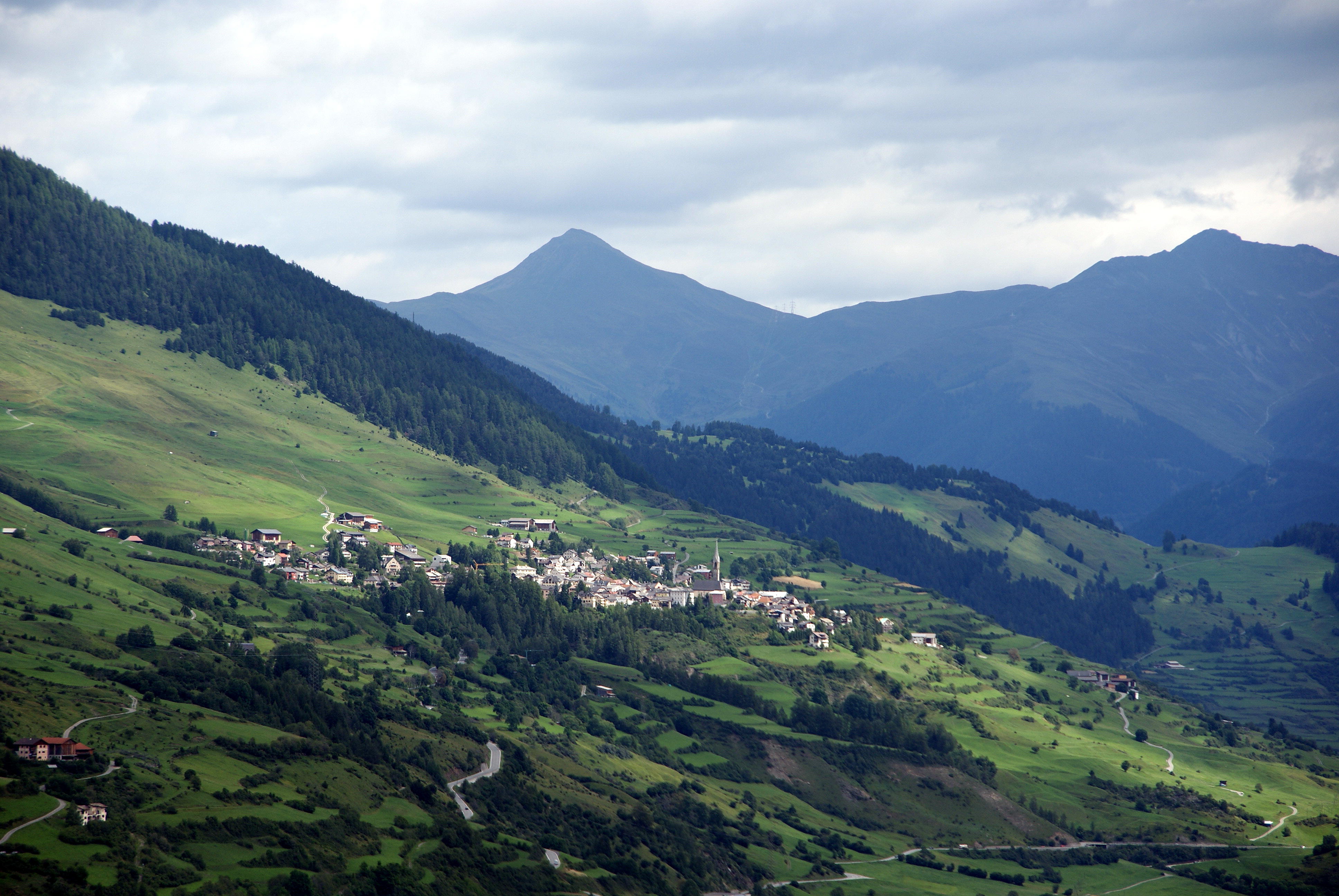
Comuna de Sent

## Geografia

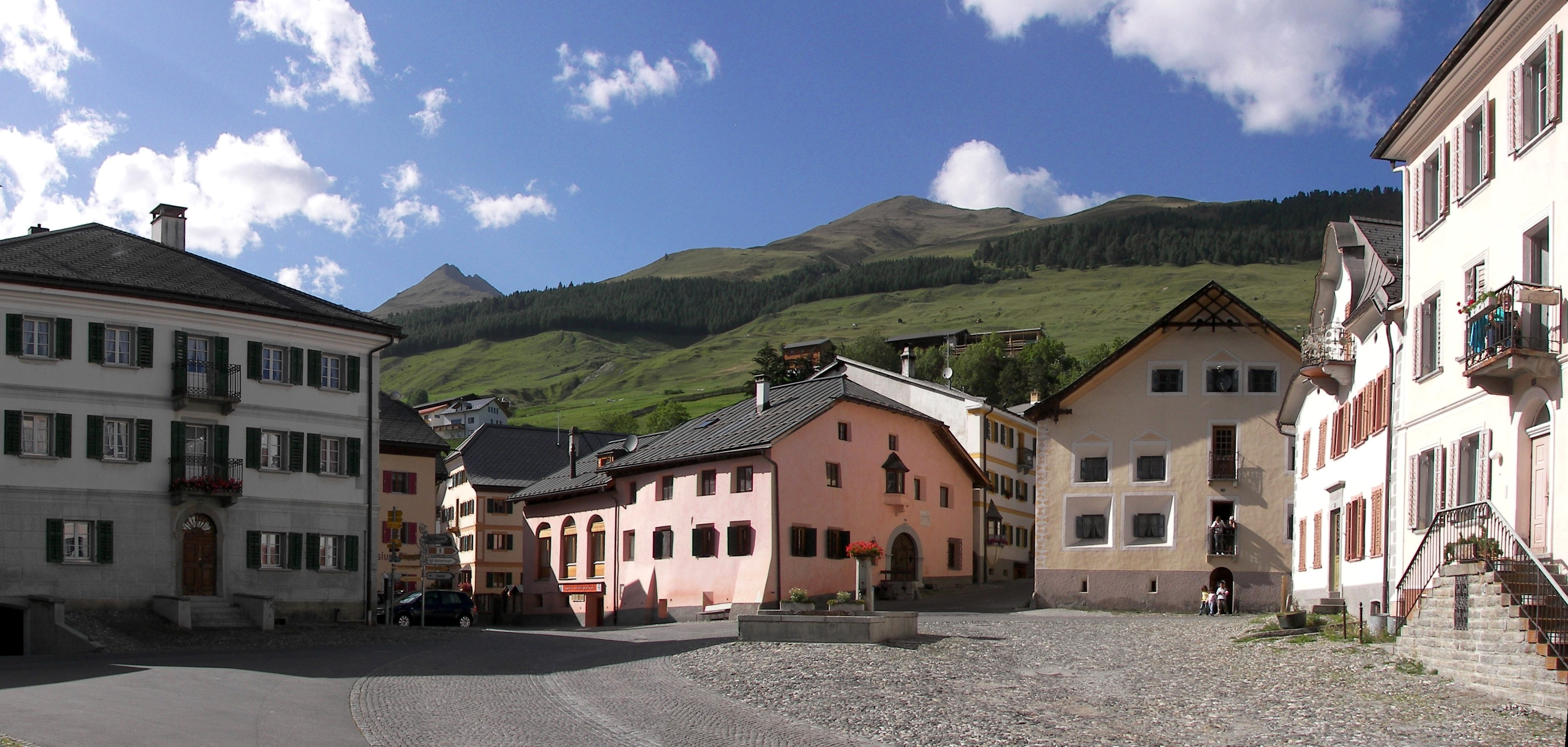
Praça em Sent

Sent tem uma superfície de 11,7 km2. Desta área, 31,3% é usada para a agricultura, enquanto 24,1% é ocupada por florestas. Do resto do território, 0,7% é construído (imóveis ou estradas), e o restante (43,8%) representa áreas não-produtivas (rios, geleiras ou montanhas).

## Demografia
Sent tem uma população de 908 habitantes (31 de dezembro de 2010). Em 2008, 10,5% da população era composta por estrangeiros. Nos últimos 10 anos, a população apresentou um declínio de 3,8%.
A evolução histórica da população é apresentada pela seguinte tabela:
| ano  | população |
| ---- | --------- |
| 1835 | 1 122     |
| 1850 | 941       |
| 1900 | 966       |
| 1930 | 782       |
| 1950 | 810       |
| 1970 | 704       |
| 1980 | 696       |
| 1990 | 770       |
| 2000 | 865       |
| 2010 | 908       |

## Idiomas
De acordo com o censo de 2000, a maioria da população fala romanche (68,3%), enquanto o alemão é a segunda mais comum (26,8%), e o italiano é a terceira mais comum (1,7%).
O dialeto local do romanche é conhecido como Vallader e é soje, a língua mais falada em Sent. Em 1880, 88% da população falava este dialeto romanche. Em 1910, eram 89%; em 1941, cerca de 91%, e, em 1970, 86% da população falava romanche como primeira língua. Havia uma minoria de língua alemã, que, a partir de 1970, começou a crescer.
| Idiomas in Sent |               |               |               |               |               |               |
| Idiomas         | Censo de 1980 | Censo de 1980 | Censo de 1990 | Censo de 1990 | Censo de 2000 | Censo de 2000 |
| Idiomas         | Número        | Percentual    | Número        | Percentual    | Número        | Percentual    |
| Romanche        | 561           | 80,60%        | 567           | 73,64%        | 591           | 68,32%        |
| Alemão          | 89            | 12,79%        | 154           | 20,00%        | 232           | 26,82%        |
| [Italiano       | 32            | 4,60%         | 23            | 2,99%         | 15            | 1,73%         |
| População       | 696           | 100%          | 770           | 100%          | 865           | 100%          |